# Lophotidae

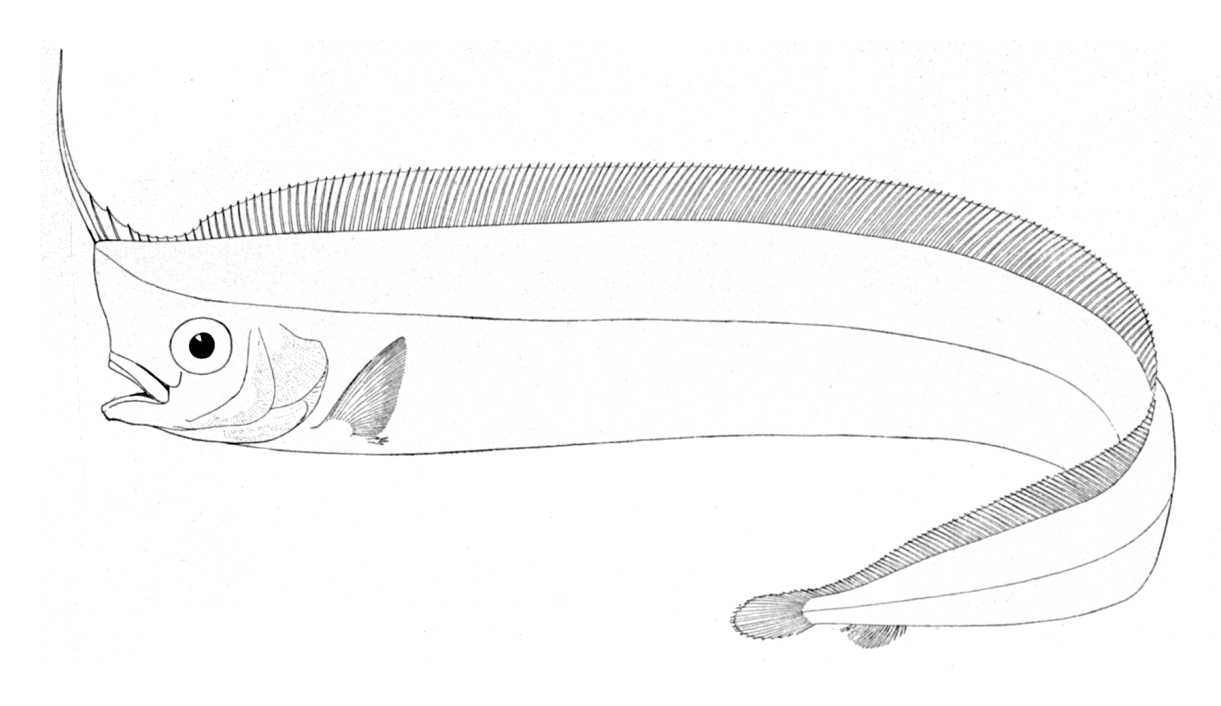
Lophotus capellei

Los peces flecos son la familia Lophotidae de peces marinos incluida en el orden Lampridiformes, distribuidos por la mayoría de los océanos. Su nombre procede del griego lophos, que significa cresta.

## Morfología
Piel desnuda o recubierta de pequeñas escamas cicloideas; aleta anal corta y situada posteriormente, aleta caudal normal, aletas pélvicas si están presentes tienen entre 1 y 9 radios, aleta dorsal con unos 300 radios con origen sobre o anterior a la punta del hocico; tienen vejiga natatoria; saco de tinta que se abre en la cloaca.

## Géneros y especies
Existen sólo 3 especies agrupadas en 2 géneros:
- Género Eumecichthys (Regan, 1907)
  - Eumecichthys fiski (Günther, 1890) - Cornudita
- Género Lophotus (Giorna 1809)
  - Lophotus capellei (Temminck y Schlegel, 1845)
  - Lophotus lacepede (Giorna, 1809) - Fleco de gallo